# 登加龍
登加龍是印度尼西亞的城鎮，由東加里曼丹省負責管轄，位於該國中部婆羅洲東部，面積398.1平方公里，2007年人口72,458，人口密度為每平方公里182人。
0°24′S 116°58′E / 0.400°S 116.967°E